# Blackdown (Warwickshire)
Pour les articles homonymes, voir Blackdown.
Blackdown est un village et une paroisse civile du Warwickshire, en Angleterre. Il est situé dans le centre du comté, à 3 km au nord de la ville de Leamington Spa. Administrativement, il relève du district de Warwick.

## Démographie
Au recensement de 2011, la paroisse civile de Blackdown comptait 129 habitants.